# چارلین وای
چارلینه وای (به انگلیسی: Charlyne Yi) (زاده ۴ ژانویه ۱۹۸۶) بازیگر آمریکایی است.  از فیلم‌هایی که در آن بازی کرده است، می‌توان به باردار، وی‌اچ‌یس و جکسی اشاره کرد. وی درسریال پربیننده دکترهاوس هم نقش آفرینی کرده است.